# ゲッツ棚氷
座標: 南緯74度15分00秒 西経126度30分00秒 / 南緯74.250度 西経126.500度

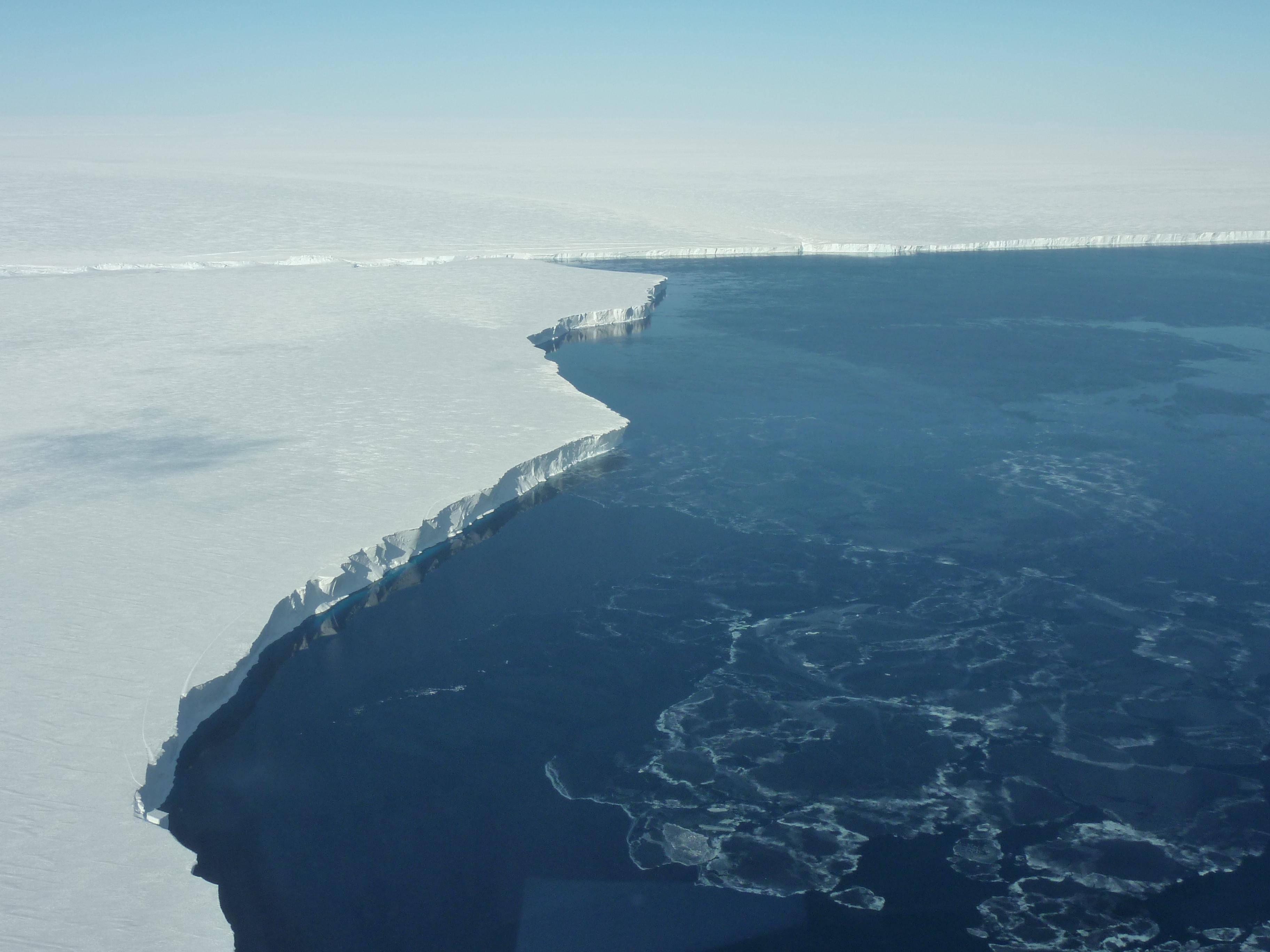
ゲッツ棚氷

ゲッツ棚氷（ゲッツたなごおり、英語: Getz Ice Shelf, GIF）は、南極にある棚氷。南極大陸西部（西南極）のマリーバードランドにある。

## 地理
長さは約480km、幅は約32kmから96km（20マイルから60マイル）。マクドナルド高地とマーティン半島の間に位置する。いくつかの島が棚氷地域内にある。

## 歴史
ゲッツ棚氷が発見されたのは1940年12月のことで、アメリカ合衆国南極局(USAS)によるものであった。詳細が判明しだしたのは1946年から1947年にかけてのアメリカ海軍による南極探検・ハイジャンプ作戦の際に撮影された空中写真によってである。1962年から1965年にかけてはアメリカ地質調査所(USGS)により詳細な地図が作成された。
棚氷の名称はUSASの南極探検の際に水上機を提供したシカゴ在住のジョージ・F・ゲッツ(George F. Getz)にちなむものである。